# Unione Terre d'Acqua
L'Unione Terre d'Acqua è un'Unione di comuni dell'Emilia-Romagna, nella città metropolitana di Bologna, formata da Anzola dell'Emilia, Calderara di Reno, San Giovanni in Persiceto, Crevalcore, Sala Bolognese, Sant'Agata Bolognese. L'Unione è stata costituita nel settembre 2012.
Per statuto l'unione si occupa dei seguenti servizi:
- Catasto
- Protezione civile
- Servizi sociali
- Servizi informatici
- Ufficio personale
- Sistema museale
- PSC

L'Unione comprende un'area di 374,94 km² nella quale risiedono 83 354 abitanti.